# George Hatfield Dingley Gossip
George Hatfield Dingley Gossip, avstralski častnik, vojaški pilot in letalski as, * 6. januar 1897, Sydney, † 1922, Turčija.  	
Stotnik Wellwood je v svoji vojaški karieri dosegel 6 zračnih zmag.